# Con funerari

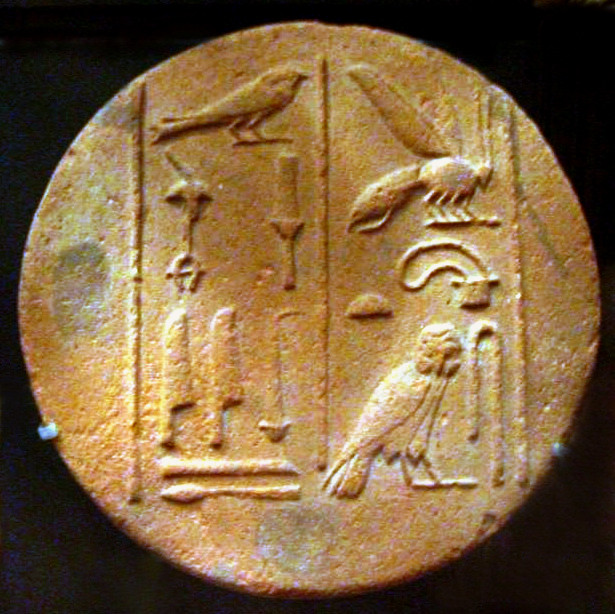
Base del con funerari amb dues columnes de jeroglífics. Dinastia XVIII. Museu del Louvre, París

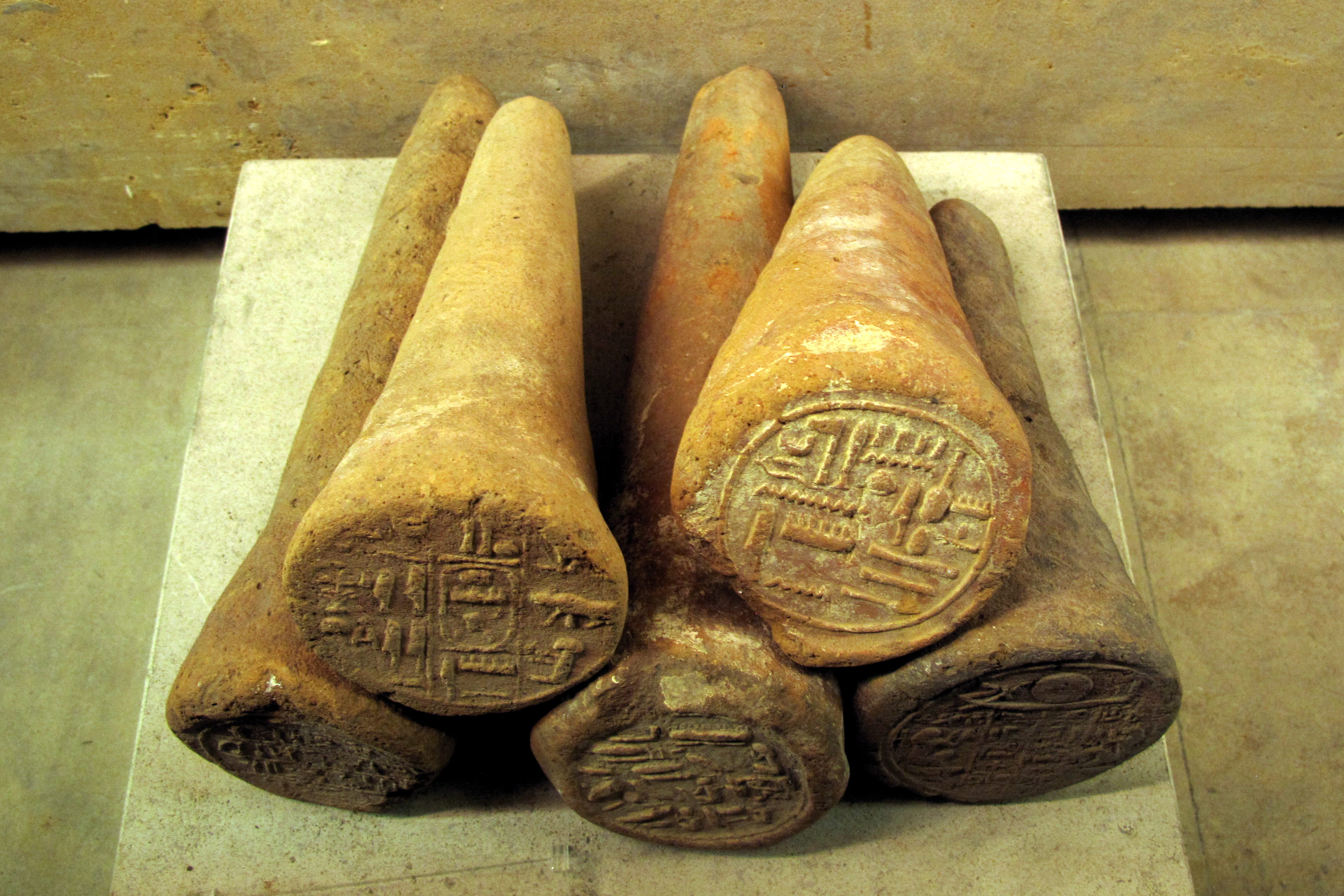
Alguns cons

Un con funerari (petit con d'argila) és un antic objecte de l'antic Egipte que té una estampació de jeroglífics de caràcter funerari que es troba gairebé exclusivament a la necròpoli tebana. Es col·locava sobre l'entrada de la capella d'una tomba.
Els primers exemples s'han trobat durant la Dinastia XI, però normalment estan sense decorar. Durant l'Imperi Nou, en general, es comença a reduir la seva grandària i s'inscriu el títol i el nom de l'amo de la tomba, sovint amb una breu oració. Es desconeix el propòsit exacte dels cons.
Encara que les bases dels cons funeraris solen ser circulars, s'han trobat uns altres amb base quadrada o rectangular i amb forma piramidal. També s'han trobat restes de pintura.